# Il torneo delle maschere
Il torneo delle maschere (Der Faschingskönig) è un film muto del 1928 diretto da Georg Jacoby. Fu una co-produzione tra Germania e Danimarca e ne venne girata una versione danese intitolata Jokeren.

## Produzione
Il film fu prodotto dalla Deutsch-Nordische Film-Union GmbH (Berlin) e dalla Nordisk Films Kompagni (Kopenhagen).

## Distribuzione
Distribuito dalla Kinografen, uscì nelle sale cinematografiche danesi in prima al Kinopalæet il 10 marzo 1928.
In Germania, venne distribuito dalla Deutsch-Nordische Film-Union GmbH. Venne proiettato in pubblico per la prima volta a Berlino il 29 marzo 1928.